# 23286 Parlakgul
23286 Parlakgul là một tiểu hành tinh vành đai chính với chu kỳ quỹ đạo là 1467.5023440 ngày (4.02 năm).
Nó được phát hiện ngày 19 tháng 12 năm 2000.